# Bedford House w Londynie
Bedford House (Bedford Institute Association Wheler Street) – zabytkowy budynek Instytutu Stowarzyszenia Kwakrów Bedforda, znajdujący się na rogu ulic Wheler Street i Quaker Street w londyńskiej dzielnicy Spitalfields.

## Historia budynku
Budynek powstał w miejsce domu spotkań kwakrów z 1656 roku. Przebudowę ukończono w 1865 roku. Jego projektantem był Rutland Saunders. Zbudowany z czerwonej cegły, ma trzy kondygnacje i poddasze. Główne wejście znajduje się od ulicy Quaker Street i skierowane jest ku wiaduktowi Braithwaite, oddanego do użytku w 1840 roku a nazwanego od imienia jego twórcy, inżyniera Johna Braithwaite'a. I wiadukt i dom Bedforda znajdują się przy Wheler Street. W latach 1650–1660 była to główna arteria dzielnicy, nazwana od nazwiska Sir Williama Whelera ówczesnego właściciela większej ilości nieruchomości w Spitalfields. W 1890 roku oryginalne pomieszczenia przebudowano.

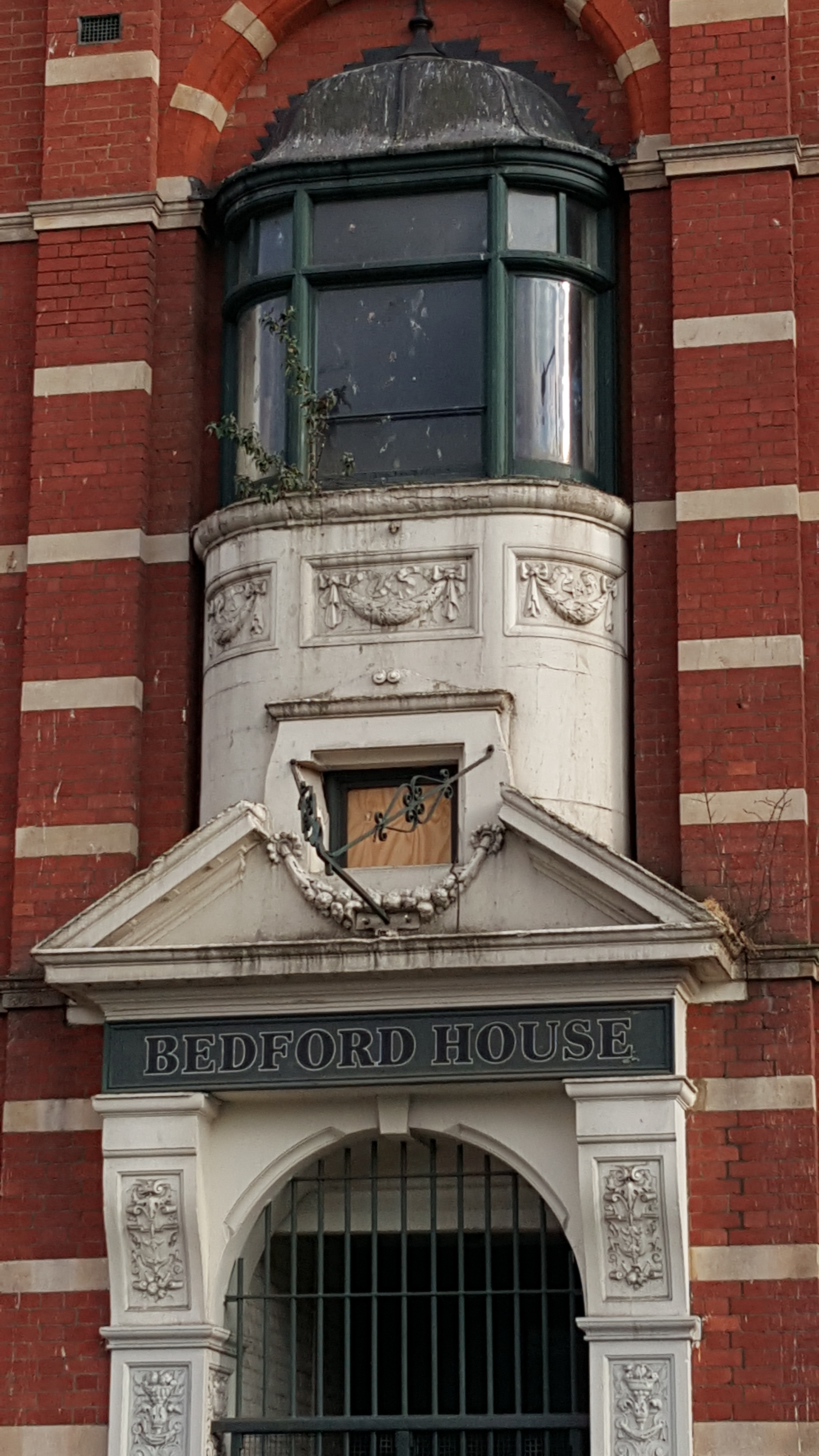
Wejście do Domu Bedforda

### Fundator i Instytut Bedforda
Fundatorem budynku był kwakier Peter Bedford (1780–1864), kupiec, zajmujący się głównie handlem jedwabiem, ale również filantrop i społecznik. Szczególnie wrażliwy był na ubóstwo i wzrost przestępczości wśród młodzieży. Założył „Towarzystwo Zmniejszenia Przyczyn Zjawiska Przestępczości Nieletnich w mieście” (org. ang. Society for Lessening the Causes of Juvenile Delinquency in the Metropolis). Wraz z członkami Zgromadzenia z Devonshire House założył Klub Pracujących Mężczyzn oraz ustanowił Pierwszy Dzień Szkoły obchodzony po raz pierwszy po jego śmierci w 1865 roku.
W nowo powstałym budynku w 1865 roku otwarto Instytut Bedforda, charytatywnie prowadzący szkołę dla dorosłych oraz zajmujący się zwalczaniem skutków ubóstwa. Organizowano tam kursy edukacyjne dla ubogich oraz spotkania religijne. W 1917 roku Instytut zarządzał siedmioma takimi budynkami o podobnej działalności; w 1947 roku przeniósł się do nowej siedziby. W 1998 roku Instytut Bedforda został przemianowany na Quaker Social Action.

### Historia po 1947
Po 1947 roku Dom Bedforda został przekształcony do użytku przemysłowego i stał się siedzibą i hurtownią firmy Rose E.J. & Co., handlującą wyrobami spirytusowymi i winami. Na początku lat 80. firma przeniosła się a budynek od tego momentu stał się pustostanem. Wyposażenie jego wnętrz zostało rozkradzione a w jego murach zamieszkali bezdomni i squatersi. W 2011 roku budynek został zajęty przez grupę nazywających siebie Penge Security oraz berlińską grupę artystyczną "Masse und Macht". Ich celem było przystosowanie budynku dla potrzeb organizowania w nim imprez kulturalnych. Po sześciu miesiącach nielegalnego zajmowania budynku, na mocy nowego prawa obowiązującego w Wielkiej Brytanii zakazującego squattingu mieszkańcy Domu Bedforda zostali eksmitowani. Obecnie budynek stoi pusty a władze urzędu miejskiego Tower Hamlets ustalają sytuację prawną nieruchomości. Ostatnim znanym właścicielem domu był browar Samuel Smiths Brewery, który w 1997 roku chciał w budynku otworzyć pub, mieszkania dla pracowników i biuro. Plany spotkały się z odmową ze strony Tower Hamlets Council.